# منطقة روس
منطقة روس هي منطقة في القارة القطبية الجنوبية التي يحددها قطاع دائري منشؤه في القطب الجنوبي، ويمر على خط طول 160 درجة شرقاً إلى 150 درجة غرباً، وتنتهي عند خط عرض 60 درجة جنوباً. طالبت نيوزيلندا بهذه المنطقة بشكل رسمي في عام 1923، عندما تم تعيين الحاكم العام لنيوزيلندا كحاكم لمنطقة روس بأمر إمبراطوري في المجلس في لندن بالمملكة المتحدة. منذ دخول معاهدة القطب الجنوبي حيز التنفيذ في عام 1961، فإن المادة (1) نصت على أن "المعاهدة لا تعترف بأي نزاع ولا إقامة دعاوى للسيادة الإقليمية، فلن يتم الاعتراف بأية مطالبات جديدة حين تكون هذه المعاهدة سارية المفعول"، فإن معظم البلدان لا تعترف بالمطالبات الإقليمية في القارة القطبية الجنوبية.
المنطقة تأخذ اسمها من السير جيمس كلارك روس، الذي اكتشف في بحر روس، وتشمل جزء من أرض فيكتوريا وأكثر من حاجز روس وجزيرة روس وجزر باليني وجزيرة سكوت الصغيرة وجزيرة روزفلت المغطاة بالجليد تشكل أجزاء المنطقة.

## السكان
قاعدة سكوت (نيوزيلندا) ومحطة ماكموردو (الولايات المتحدة) العلميتين هي المناطق الوحيدة المأهولة بشكل دائم في المنطقة، إضافة لمحطة أمندسن سكوت الأمريكية في القطب الجنوبي هو المأهولة جزئياً داخل المنطقة وتعتمد على عمليات لوجستية مقرها في نيوزيلندا. المنطقة تحتوي مهبط ثلجي للطائرات في حقل وليامز ومدرجين جليديين يعتمدان على ظروف وأوقات السنة.
إيطاليا تجري البحوث العلمية في كل صيف في محطة زوشيلي في خليج تيرا نوفا، أما نيوزيلندا فقد عملت في قاعدة صيفية للفترة 1969-1995 فقط يسمى في محطة فاندا في منطقة وديان ماكموردو الجافة.
امتلكت منظمة السلام الأخضر محطتها الخاصة في القطب الجنوبي في منطقة روس وتسمى قاعدة متنزه العالم للفترة 1987-1992، والذي كان على جزيرة روس. وقد كانت قاعدة كيان غير حكومي، وكانت السياسة الرسمية للدول الموقعة على معاهدة القطب الجنوبي على عدم إعطاء أي دعم أو مساعدة لهذه الكيانات.